# Odile Benyahia-Kouider
Odile Benyahia-Kouider (* 13. Mai 1966 in Bourges) ist eine französische Journalistin und Autorin mit den Schwerpunkten Wirtschaft und Medien. In Deutschland wurde sie mit dem politischen Sachbuch L’Allemagne paiera bekannt, das sich mit der deutschen Geschichte von 1990 bis 2012 beschäftigt.

## Leben
Benyahia-Kouiders Mutter ist Deutsche, sie selber verbrachte insgesamt 15 Jahre in Deutschland. 1988 erwarb sie an der Sorbonne Paris IV einen Abschluss in Literaturwissenschaft, bevor sie sich dem Journalistikstudium widmete.
Sie ist mit dem französischen Rechtswissenschaftler Olivier Beaud verheiratet.

## Wirken
Nach ihrem Diplom an der École supérieure de journalisme in Lille begann sie im Jahr 1990 ihre journalistische Laufbahn bei der Tageszeitung Libération. Mit 29 Jahren übernahm sie die Leitung des Medienressorts, wurde 1998 Leiterin des Ressorts Finanzen und arbeitete von 2001 bis 2006 als Auslandskorrespondentin in Berlin, wo sie über Politik, Wirtschaft und Kultur schrieb.
2007 bis 2008 war sie stellvertretende Chefredakteurin des französischen Wirtschaftsmagazins Challenges, das zur Mediengruppe des Le Nouvel Observateurs gehört, und dort zuständig für die Ressorts Wirtschaft und Finanzen. 2008 ernannte sie das Nachrichtenmagazin Nouvel Observateur zur Reporterin (grand reporter) für das Wirtschaftsressort. Sie schrieb zahlreiche Einzelbiografien namhafter Unternehmensleiter, darunter Martin Bouygues, Serge Dassault, Arnaud Lagardère, Michel-Edouard Leclerc und Maurice Lévy. 2015 wechselte sie zur satirischen Wochenzeitung Le Canard enchaîné.
In ihrem Sachbuch Un si petit Monde (2011) enthüllte sie die Hintergründe der Übernahme von der Tageszeitung Le Monde durch die drei Geschäftsleute Pierre Bergé, Xavier Niel und Matthieu Pigasse.
2013 veröffentlichte Odile Benyahia-Kouide das politische Sachbuch L’Allemagne paiera (deutsch: Deutschland wird zahlen), in dem sie versucht sie, den Franzosen ein Bild des modernen Deutschland, seiner Menschen und der führenden Politiker zu vermitteln. Der Titel ist ein Zitat von Louis-Lucien Klotz, dem Finanzminister von Georges Clemenceaus. Die deutsche Zahlung, die er meinte, waren die im Versailler Vertrag festgelegten Reparationszahlungen. Die Idee, der alte Feind habe eine untilgbare Schuld gegenüber Frankreich und den anderen europäischen Ländern, lebe noch immer in den Köpfen von Franzosen fort, stellte Benyahia-Kouider im Vorwort fest. Sie habe sich entschlossen, das Buch zu schreiben, nachdem Nicolas Sarkozy bemerkt habe: „Aber wer will schon Ferien in Deutschland verbringen?“

### Rezensionen
Jean-Gabriel Fredet zog im Nouvel Observateur das Fazit: Wie vor zwei Jahrhunderten Madame de Staëls De l’Allemagne könnte Odile Benyahia-Kouiders Buch L’Allemagne paiera den Beginn einer politischen Vision markieren.
Mit ihrem Buch, das sich mit der Geschichte Deutschlands von 1990 bis 2012 beschäftigt, nehme sie antideutsche Vorurteile der französischen Eliten auseinander. Es sei „eine Hymne an Deutschland und die Deutschen, diesmal an Unternehmergeist, Mittelstand, Sozialstaat, betriebliche Mitbestimmung, öffentliche Moral und sogar an die Schuldenbremse“, befand Andrea Dernbach in Der Tagesspiegel. Dabei werde die Kehrseite des Modells Deutschland nicht verschwiegen.
„Allemagne paiera ist ein journalistisches Werk“, so der Rezensent von Le Figaro. Es lese sich wie eine große Reportage des Nouvel Observateur und besitze alle damit verbundenen positiven Elemente: „sorgfältige Recherche, Momentaufnahmen aus dem Leben, beredte Statistiken“. Es habe aber auch die entsprechenden Mängel: „konturloser Stil, historische Distanzlosigkeit, politisch korrekte Empathie für Deutschland und das europäische Aufbauwerk“.

## Auszeichnungen
- L’Allemagne paiera wurde mit dem Prix du meilleur livre économique 2013, den Preis des französischen Wirtschaftsministeriums für das beste Wirtschaftsbuch, ausgezeichnet.

## Bibliografie
- Un si petit monde, éditions Fayard, Paris 2011
- L’Allemagne paiera. Voyage au pays d'Angela, éditions Fayard, Paris 2013